# Cuba City
Cuba City é uma cidade localizada no estado norte-americano de Wisconsin, no Condado de Grant e Condado de Lafayette.

## Demografia
Segundo o censo norte-americano de 2000, a sua população era de 2156 habitantes.
Em 2006, foi estimada uma população de 2064, um decréscimo de 92 (-4.3%).

## Geografia
De acordo com o United States Census Bureau tem uma área de
2,8 km², dos quais 2,8 km² cobertos por terra e 0,0 km² cobertos por água. Cuba City localiza-se a aproximadamente 308 m acima do nível do mar.

## Localidades na vizinhança
O diagrama seguinte representa as localidades num raio de 20 km ao redor de Cuba City.